# Historyk i kameleony
Historyk i kameleony (tyt. oryg. Historiani dhe kameleonët) – albański film fabularny z roku 1989 w reżyserii Saimira Kumbaro, na motywach powieści Kariera e Zotit Maksut Qamila Buxhelego.

## Opis fabuły
Akcja filmu rozgrywa się w latach 30. XX w. Szalone ambicje albańskiego monarchy, który chce należeć do elitarnego grona europejskich rodów królewskich przyciągają uwagę obcokrajowców, w tym jednego historyka, który przyjeżdża do Albanii, aby zbadać rodowód rodziny królewskiej. Obcokrajowiec odnajduje w Albanii świat lokalnych autorytetów, ignorantów i degeneratów, którzy zostali wyniesieni do władzy przez monarchę.

## Obsada
- Sulejman Pitarka jako Zenel bej
- Birçe Hasko jako komendant Muharrem
- Ferdinand Radi jako kpt Mevlan
- Bep Shiroka jako Maksut
- Albert Verria jako historyk
- Fadil Kujovska jako fotograf
- Enver Dauti jako dyrektor więzienia
- Piro Kita jako współpracownik historyka
- Sejfulla Myftari jako żandarm
- Liza Hajati
- Suela Konjari